# Elionor d'Anhalt-Zerbst
Elionor d'Anhalt-Zerbst (en alemany Eleonore von Anhalt-Zerbst) va néixer a Zerbst (Alemanya) el 10 de novembre de 1608 i v morir a Østerholm el 2 de novembre de 1681. Era una princesa de la Casa d'Ascània, filla de Rodolf d'Anhalt-Zerbst (1576-1621) i de Dorotea Hedwig de Brunsvic-Wolfenbüttel (1587-1609).

## Matrimoni i fills
El 15 de febrer de 1632 es va casar a Norburg amb el duc Frederic de Schleswig-Holstein-Sonderburg-Norburg (1581-1658), fill del duc Joan II de Schleswig-Holstein-Sonderburg (1545-1622) i de la princesa Elisabet de Brunsvic-Grubenhagen (1550-1586). Fruit d'aquest matrimoni nasqueren:
- Elisabet Juliana (1634-1704), casada amb Antoni Ulric de Brunsvic-Lüneburg (1633-1714)
- Dorotea Hedwig (1636-1692), casada amb Cristòfol de Rantzau-Hohenfeld.
- Cristià August (1639-1687).
- Lluïsa Amona (1642-1685), casada amb Joan Frederic de Hohenlohe-Neuenstein-Öhringen (1617-1702)
- Rodolf Frederic (1645-1688), casat amb Bibiana de Promnitz (1649-1685).